# Jonatan Johansson
Jonatan Lillebror Johansson (Estocolmo, Suecia, 16 de agosto de 1975) es un exfutbolista finlandés, aunque sueco de nacimiento. Se desempeñaba como delantero y es el segundo jugador con más participaciones en la selección de fútbol de Finlandia.

## Clubes
| Club              | País       | Años      | partidos | goles |
| ----------------- | ---------- | --------- | -------- | ----- |
| Pargas IF         | Finlandia  | 1994      | -        | -     |
| Turun Palloseura  | Finlandia  | 1995-1997 | 28       | 15    |
| FC Flora Tallinn  | Estonia    | 1997      | 9        | 9     |
| Rangers FC        | Escocia    | 1997-2000 | 17       | 7     |
| Charlton Athletic | Inglaterra | 2000-2006 | 162      | 28    |
| Norwich City FC   | Inglaterra | 2006      | 12       | 3     |
| Malmö FF          | Suecia     | 2006-2008 | 41       | 12    |
| Hibernian FC      | Escocia    | 2009      | 10       | 0     |
| St. Johnstone FC  | Escocia    | 2009-2010 | 7        | 1     |
| Turun Palloseura  | Finlandia  | 2010      | 33       | 4     |